# Хансфорд (окръг, Тексас)
Окръг Хансфорд (на английски: Hansford County) е окръг в щата Тексас, Съединени американски щати. Площта му е 2383 km², а населението - 5369 души (2000). Административен център е град Спиърман.